# Edmund Rumpler
Edmund Rumpler, avstrijski avtomobilski in letalski inženir, * 4. januar 1872, Dunaj † 7. september 1940, Neu Tollow, Nemčija
Rumpler je čeprav rojen v Avstro-Ogrski deloval v Nemčiji. Najprej je delal na področju avtomobilizma, kasneje se je posvetil še letalstvu. Njegovo ime je nosilo letalsko podjetje Rumpler Luftfahrzeugbau GmbH, eno od nemških pionirskih proizvajalcev letal, katero je ustanovil leta 1908. 

## Življenjepis
Rojen in izšolan na Dunaju se je zelo zgodaj odselil v Nemčijo kjer je dobil delo leta 1900 pri Daimlerju. 

### Zgodnje obdobje, avtomobilizem
Na avtomobilskem področju je deloval pri več podjetjih. Najprej je nekje leta 1897 sodeloval z avstrijskim konstruktorjem Hansom Ledwinko pri izdelavi avtomobila Präsident. To delo je bilo za podjetje Nesselsdorfer Wagenbau-Fabriks-Gesellschaft A.G., ki se je kasneje preimenovalo v Tatra. Nato je leta 1902 postal tehnični direktor pri podjetju Adler kjer je ostal pet let, do leta 1907, ko je zapustil področje avtomobilizma in se preselil k letalstvu. 

### Prehod v letalstvo
Edmund je le leto dni po svojem odhodu od avtomobilizma ustanovil lastno podjetje za proizvodnjo letal, ko je bil še vedno relativno mlad, star zgolj 36 let. To je bilo leta 1908. Z letali ni imel izkušenj od prej, le tehnično znanje in željo, ki je nastala nekje po prvem motornem poletu bratov Wright le nekaj let predtem. 21. julija leta 1910 je Rumpler sklenil poslovno pogodbo s svojim sonarodnjakom Etrichom, ki mu je prinesla petletno licenco za nemški trg. Rumpler naj bi to letalo proizvajal po licenčni pogodbi in ko je posel ravno začel teči se je septembra 1911 vmešal nemški urad za patente, ki letalu ni priznaval licence, kar je pomenilo, da ga lahko v Nemčiji izdeluje kdor hoče. In tako je tudi bilo, več nemških podjetij ga je začelo izdelovati in Rumpler se je temu moral pač prilagoditi. Tako tudi sam ni plačeval Etrichu licenčnine in letalo proizvajal kot svoje. Tako je bilo s prvim Rumplerjevim poslom na področju letalstva. Je pa kasneje podjetje izdelalo več svojih letal ter se v času prve svetovne vojne proslavilo z nekaj uspešnimi modeli.

### Prva svetovna vojna
Za časa vojne je Rumpler delal predvsem na dvosedežnih izvidnikih. Najprej je izdelal malega Rumpler B.I, nato je sledil močnejši ter zelo uspešni Rumpler C.I. Slednji mu je prinesel toliko naročil (vsega skupaj so jih izdelali preko 2000), da je na noge moral postavil še eno tovarno, če je hotel zadostiti potrebam po njegovih letalih. To je bilo podružnično podjetje Bayerische Rumpler-Werke AG v Augsburgu na bavarskem, ki ga je ustanovil novembra 1916 in je imelo zgolj proizvodne obrate. Za C.I je prišel C.III, ki je prišel v uporabo decembra 1916 in so jih izdelali le malo, ker je za njim prišel izboljšani Rumpler C.IV z vgrajenim močnejšim motorjem Mercedes D.IVa. C.IV je bil še eden od uspešnih Rumplerjevih stvaritev in z njim je prišel poslovni uspeh saj je vojska naročila 400 njih že septembra 1916, kasneje pa so jih naročili še veliko več. Poleg tega pa so Rumplerje izdelovali po licenci tudi drugi.

### Po vojni nazaj k avtomobilizmu
Po vojni je zaradi določb versajske pogodbe, ki je Nemčiji prepovedovala motorno letalstvo, bil prisiljen svoje podjetje leta 1920 zapreti. Posledično se je ponovno lotil svoje prve ljubezni, avtomobilizma. Tako je že leta 1921 na berlinskem avtosalonu predstavil svoje vozilo Rumpler Tropfenwagen. Avtomobil je bil izredno napreden. Predvsem se je odlikoval z za takrat izredno nizkim aerodinamičnim količnikom upora, ki je znašal zgolj 0.28. To je bilo najmanj dvakrat boljše kot pri drugih vozilih tistega obdobja. Kljub tehnični dovršenosti pa vozilo Rumplerju ni prineslo poslovnega uspeha, izdelali so le okoli 100 avtov in ga prenehali izdelovati leta 1925. Leta 1926 je svoje obrate v Augsburgu prodal Ernstu Udetu, ki je še naprej delal na letalih. Ta isti obrat je kasneje postal znan po v drugi svetovni vojni zloglasnem Messerschmittu, ki je za Udetom prevzel to podjetje.
Za časa nacizma je moral Rumpler opustiti delovanje, ker je bil žid. Umrl je leta 1940. 

### Pisna dela
Svoje zamisli o tehničnih zadevah je tudi objavljal v pisnih delih. Že leta 1909 je izšlo njegovo razmišljanje o letalu z naslovom »Leteči stroj« (nemško: Die Flugmaschine). Leta 1920 je objavil disertacijo na visoki tehnični šoli v Berlinu z naslovom »Tisoč konjski letalski motor« (v nemščini: Der 1000 PS Flugmotor). Njegovo zadnje pisno delo je izšlo leta 1931 z naslovom »Pogon na sprednja kolesa za tovornjake in avtobuse« (v nemščini: Vorderrad-Antrieb für Lastwagen und Omnibusse).